# Фос (битолски вестник)
„Фос“ (на гръцки: Φως, в превод Светлина) е седмичен вестник на гръцки език, издаван в Битоля от неделя, 4 декември 1910 година.

## История
„Фос“ е единственият битолски гръцки вестник. Подзаглавието му е Гръцки политически, филологически и икономически вестник. Има четири страници и се печата в печатницата на Братя Пилис. Последният известен брой е № 94 от събота, 5 май 1912 година.
Издател на вестника е гръцкият Битолски политически клуб. Главен редактор първоначално е Спиридон Г. Думас, а от № 48 (1911) – Василиос Хр. Нотис. Във вестника пишат Георгиос Модис, Георгиос Сагяксис и Петрос Кирязис.